# Presque Isle megye
Presque Isle megye az Amerikai Egyesült Államokban, azon belül Michigan államban található. Megyeszékhelye és legnagyobb városa Rogers City. Lakosainak száma 12 982 fő (2020. április 1.). Presque Isle megye Chippewa, Alpena, Montmorency, Cheboygan és Mackinac megyékkel határos.

## Népesség
A megye népességének változása:
| Lakosok száma | 13 298 | 13 188 | 13 117 | 13 062 | 12 841 | 12 982 |
|               | 2010   | 2011   | 2012   | 2013   | 2015   | 2020   |